# Герій Азіній
Герій Азіній (лат. Gerius Asinius; близько 130 до н. е. — 90 до н. е.) — військовик у Союзницькій війні.

## Життєпис
Походив із знатного італійського роду племені марруцинів. Народився у м. Теате (сучасне К'єті). У 90 році до н. е. був претором марруцінов, очолював армію свого народу в Союзницької війні. Загинув у битві з Гаєм Марієм.

## Родина
- Гней Азіній, перший громадянин Риму.